# Nom en français
 (avril 2024).